# Distrikt Huantán

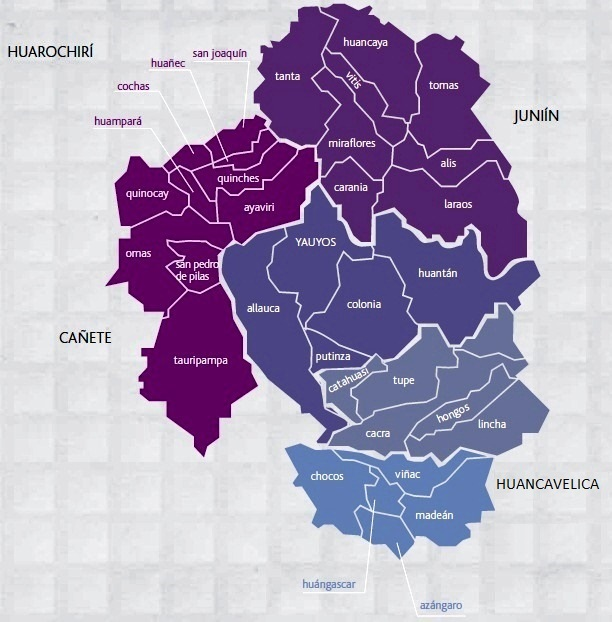
Karte der Provinz Yauyos

Der Distrikt Huantán liegt in der Provinz Yauyos in der Region Lima im zentralen Westen von Peru. Der Distrikt wurde am 2. Januar 1857 gegründet. Er besitzt eine Fläche von 513 km². Beim Zensus 2017 wurden 986 Einwohner gezählt. Im Jahr 1993 lag die Einwohnerzahl bei 929, im Jahr 2007 bei 926. Sitz der Distriktverwaltung ist die 3290 m hoch gelegene Ortschaft Huantán mit 446 Einwohnern (Stand 2017). Huantán befindet sich 11,5 km östlich der Provinzhauptstadt Yauyos. Im äußersten Südosten befindet sich an der Distriktgrenze zu Chongos Alto die von Minera IRL betriebene Mina Corihuarmi. Dort wird im Tagebau Gold gefördert.

## Geographische Lage
Der Distrikt Huantán befindet sich in der peruanischen Westkordillere im zentralen Osten der Provinz Yauyos. Die Längsausdehnung in WNW-OSO-Richtung beträgt 35 km, die maximale Breite liegt bei 27 km. Der Río Huantán durchquert den Distrikt in westlicher Richtung und mündet im äußersten Westen in den nach Süden strömenden Río Cañete. Die kontinentale Wasserscheide durchquert den äußersten Osten. Das Gebiet weiter östlich liegt im Einzugsgebiet des Río Vilca, einem Nebenfluss des Río Mantaro. An der nördlichen Distriktgrenze befindet sich ein Gebirgsmassiv mit dem 5400 m hohen Nevado Toroyoc. An der südwestlichen Distriktgrenze befindet sich ein Gebirgsmassiv mit dem 5399 m hohen Nevado Upianca.
Der Distrikt Huantán grenzt im Südwesten an den Distrikt Colonia, im Nordwesten an die Distrikte Yauyos und Carania, im Norden an den Distrikt Laraos, im Osten an den Distrikt Chongos Alto (Provinz Huancayo) sowie im Südosten an den Distrikt Tupe.

## Ortschaften
Im Distrikt gibt es neben dem Hauptort folgende weitere Ortschaften:
- Atcas